# 에르네스토 세디요
에르네스토 세디요(Ernesto Zedillo Ponce de León, 문화어: 에르네스또 쎄딜료 뽄쎄 데 레온, 1951년 12월 27일 ~ )는 멕시코의 경제학자이자 정치인이다. 1994년 12월 1일부터 2000년 12월 30일까지 대통령으로 재임했었다.
현재 예일 대학교에서 세계화 연구 센터 이사를 맡고 있다.

## 젊은 시절과 교육
에르네스토 세디요는 1951년 12월 27일에 멕시코 시티에서 정비사였던 로돌포 세디요 카스티요와 마르샤 알리시아 폰세 데 레온의 아들로 태어났다. 그 후 바하칼리포르니아주, 메히칼리로 이주했으며 그곳에서 공립학교를 다녔다. 14살이던 1965년에 멕시코 시티로 돌아와서, 국립 과학기술 대학교(Instituto Politécnico Nacional)에 입학였고, Banjercito에서 일하면서 학비를 조달하였다. 1972년에 대학교를 졸업하면서 강의를 시작하였다. 처음 강의를 한곳에서 현재 부인 닐다 파트리샤 벨라스코를 만났고, 다섯명의 아이를 낳았다. 1974년에 미국 예일 대학교로 유학을 가서 석사학위와 《Mexico's public external debt: recent history and future growth related to oil》이라는 논문으로 박사학위를 취득했다.

## 같이 보기
- 멕시코의 국가원수 목록
- 멕시코의 역사